# Szemjon Alekszejevics Lavocskin
Szemjon Alekszejevics Lavocskin (oroszul: Семён Алексеевич Лавочкин; Szmolenszk, 1900. augusztus 29. – Moszkva, 1960, július 9.) szovjet repülőmérnök, repülőgép-tervező.

## Élete
Szmolenszkben született, születési neve Sljoma Ajzikovics Magaziner. Apja egy helyi zsidó vallási iskola tanára volt. 1917-ben behívták katonának. A határőrségnél szolgált sorkatonaként. 1920-ban kezdte meg tanulmányait a Moszkvai Műszaki Főiskolán, ahol repülőmérnöki oklevelet szerzett.
Az 1930-as években kezdte el a később sikeres sorozattá vált modern vadászrepülőgépek tervezését. A LaGG–3, La–5 és La–7 vadászrepülőgépek fontos szerepet játszottak a második világháború légi harcaiban. A háború után Lavocskin a sugárhajtású repüléssel kezdett el foglalkozni. Az általa tervezett prototípusok a Szovjetunió első sugárhajtású harci repülőgépei közé tartoztak. Többségük azonban csak prototípus maradt, egyedül a La–15-ből készült kisebb sorozat. Az 1950-es évektől rakéták és  robotrepülőgépek fejlesztésével foglalkozott az általa vezetett  OKB–301 tervezőiroda, később pedig kozmikus berendezések (pl. űrszondák) tervezésével kezdtek el foglalkozni.

## Lásd még
- NPO Lavocskin

## Külső hivatkozások
- A Lavocskin nevét viselő Tudományos-termelési Egyesülés (NPO Lavocskin) honlapja